# Days of delirium and nocturnal nightmares
Days of delirium & nocturnal nightmares is het debuutalbum van MorPheuSz.
De muziek is een combinatie van elektronische muziek uit de Berlijnse School en progressieve rock in de stijl van Mike Oldfield. Er is tevens een combinatie te horen van sequencers en slagwerk. 

## Musici
- Ron Boots – synthesizers, elektronica
- Eric van der Heijden – synthesizers, elektronica
- Frank Dorittke – gitaar, synthesizers
- Harold van der Heijden – slagwerk, percussie

## Muziek
De muziek werd gecomponeerd en gearrangeerd door Boots en Van der Heijden, de gitaarsolo's door Dorittke, en Van der Heijden verzorgde het drumwerk.
| Nr. | Titel                              | Duur  |
| --- | ---------------------------------- | ----- |
| 1.  | Between the barriers of reality    | 10:50 |
| 2.  | Daylight in a nocturnal scarescape | 12:57 |
| 3.  | Prophecies of a pagan              | 11:45 |
| 4.  | Sandman’s journey through sanity   | 14:01 |
| 5.  | Drowse ar Dawn                     | 7:12  |
| 6.  | Fearful awakening                  | 7:03  |